# Artúr Görgei

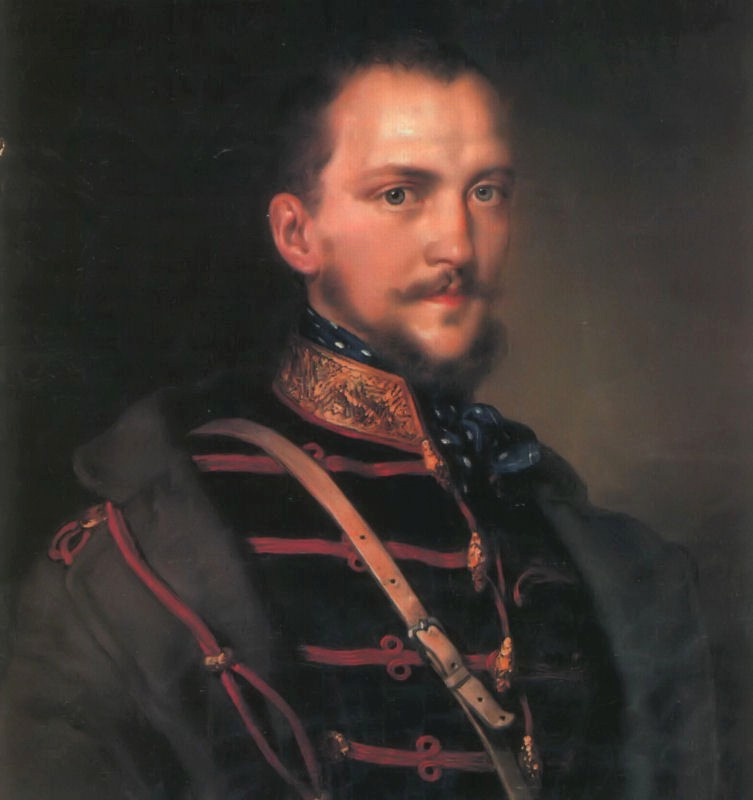
Artúr Görgei geschilderd door Miklós Barabás

Artúr Görgei de Görgő et Toporc (Toporc, 30 januari 1818 - Boedapest, 21 mei 1916) was een Hongaars politicus en generaal. Zijn familienaam werd oorspronkelijk als Görgey geschreven, maar vanaf de revolutie schreef hij zijn naam als Görgei, omwille van de te adellijk lijkende schrijfwijze met -y.

## Biografie
In 1837 trad hij toe tot de koninklijk-Hongaarse lijfgarde in Wenen en combineerde hij een militaire loopbaan met studies. Bij het uitbreken van de Hongaarse Revolutie van 1848 tegen de Habsburgers koos Görgei partij voor de Hongaarse revolutionairen. Hij trad toe tot de Honvéd en was in de hoedanigheid van kapitein verantwoordelijk voor de aanlevering van wapens. Hij klom snel op tot bevelhebber en bood weerstand tegen het Kroatische korps van Josip Jelačić dat tegen de Hongaren streed.
In november 1848 kreeg hij het opperste bevel over het noordelijke Hongaarse leger en werd hij tot generaal bevorderd. Hij moest zich echter terugtrekken voor het leger van vorst Windisch-Graetz. Omwille van een hierop volgend conflict met de Landsverdedigingscommissie werd het opperste bevel op de Poolse graaf Henryk Dembiński overgedragen. Nadat deze uit zijn functie werd gezet en diens opvolger ziek werd, werd het opperste bevel opnieuw aan Görgei overgedragen.
Vervolgens bevrijdde hij Boeda op de Oostenrijkers in mei 1849. Lajos Kossuth, als gouverneur-president het zelfverklaarde staatshoofd van de revolutionaire Hongaren, bood Görgei als dank de rang van veldmaarschalk aan, wat deze echter afwees. Wel werd hij minister van Defensie in de regering-Szemere. In de weken die hierop volgden liet hij zijn troepen uitrusten, en staken Russische troepen de Oostenrijkse grens over om de revolutie in de kiem te helpen smoren in het kader van de Heilige Alliantie. Jaloezie en meningsverschillen tussen Görgei en Kossuth zorgden voor een ongelukkig verloop voor de Hongaren, die vervolgens nederlaag na nederlaag leden.

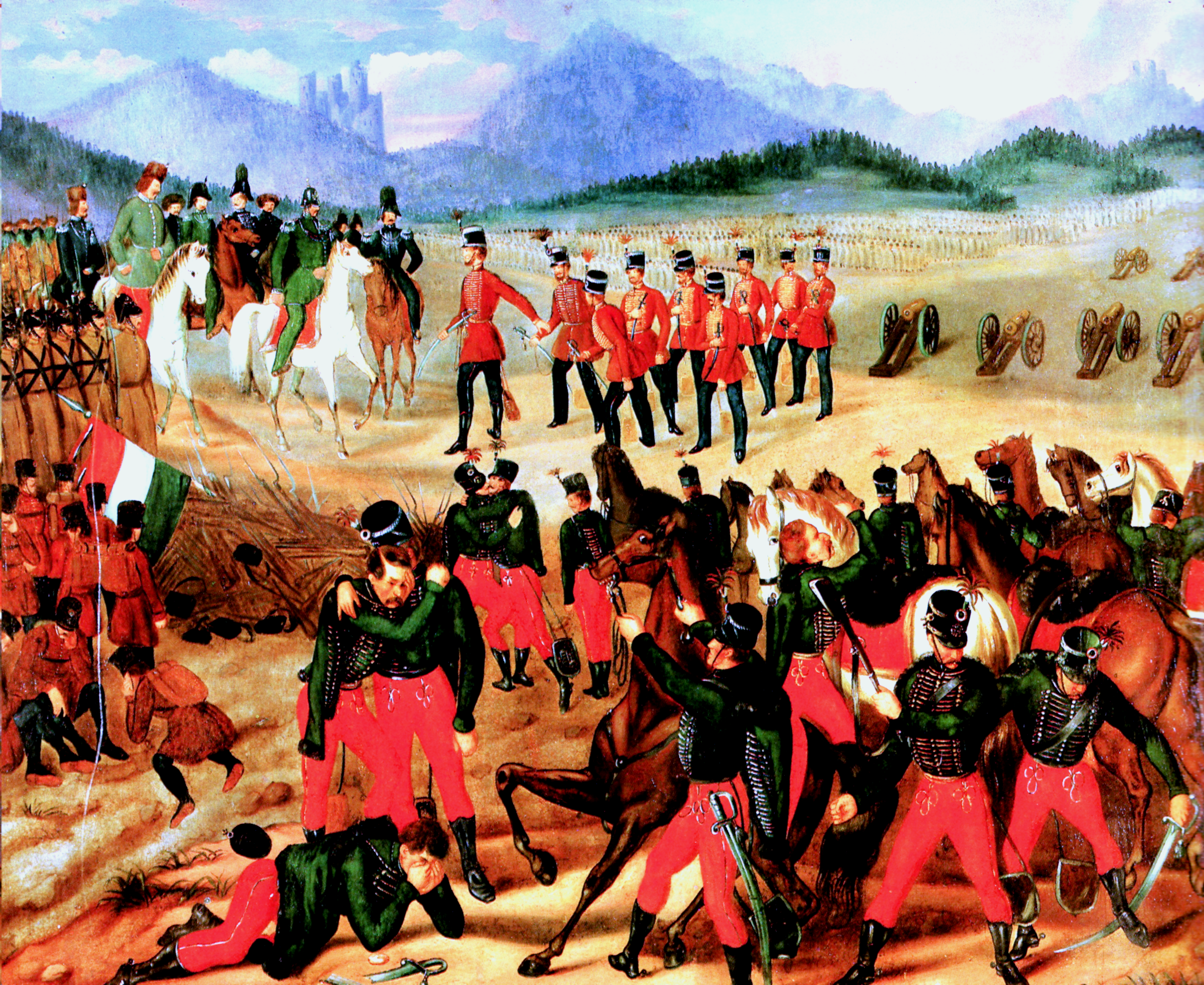
De overgave bij Világos

Op aandringen van Görgei knoopte de Hongaarse regering vanaf juli contact aan met de Russen om de Russische tsaar de Hongaarse koningskroon aan te bieden. Hierna dwong Görgei Kossuth tot aftreden en eiste dat deze hem het hoogste staatsgezag zou overdragen. Op 11 augustus trad Kossuth uiteindelijk af ten gunste van Görgei. Twee dagen later gaf Görgei zich bij Világos over aan de Russische troepen onder leiding van generaal Rüdiger.
Na de overgave kreeg Görgei genade en werkte hij tot 1867, het jaar van de Ausgleich, voor een textielfabriek in Klagenfurt. Nadien keerde hij terug naar Hongarije en werkte vanaf 1872 voor de Zevenburgse Oostspoorlijn.